# Haenyeo

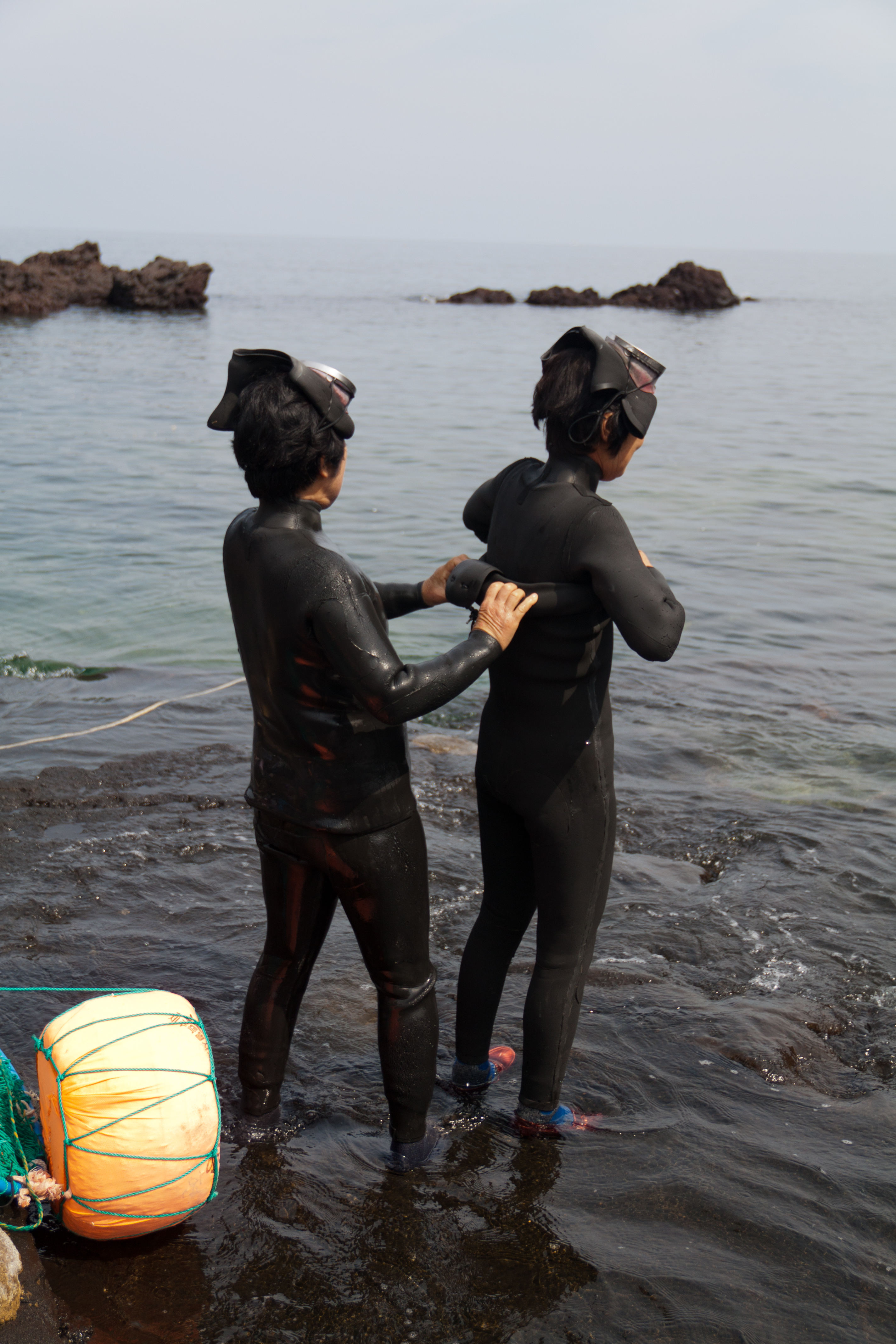
Duas Haenyeo em Jeju

Haenyeo (hangul: 해녀; hanja: 海女; lit. Mulheres do mar) é um termo coreano que designa as mulheres mergulhadoras da ilha sul-coreana de Jeju. São conhecidas pelo seu espírito independente, férrea vontade e determinação, e representam a estrutura familiar semi-matriarcal desta ilha coreana. Na atualidade constituem um dos principais símbolos turísticos e culturais da Coreia do Sul.

## História
A tradição das mergulhadoras de Jeju remonta ao ano 434. Originalmente, este tipo de mergulho era uma profissão exclusivamente masculina, com a exceção das mulheres que trabalhavam junto aos seus maridos. Não foi senão no século XVII que surgiu a primeira menção escrita às mergulhadoras, numa monografia sobre a geografia de Jeju que as descreve como jamnyeo (lit., «mulheres mergulhadoras»). No século XVIII as mergulhadoras, que então eram denominadas habitualmente como haenyeo, superou em número os mergulhadores homens. Outra explicação deste fenómeno é a condição fisiológica feminina: as mulheres têm uma maior gordura subcutânea e um limite de tremor mais alto que os homens, tornando-as mais aptas para suportar a imersão em águas frias. Um documento do século XVIII registou a imposição de um tributo pago em espécie de abalones secos, facto que obrigou muitas mulheres a mergulhar em águas frias em busca deste tipo de molusco.
Uma vez que que o mergulho no mar acabou por se converter numa indústria praticamente dominada pelas mulheres, muitas das haenyeo substituíram posteriormente os seus maridos como principal sustento da família. Esta tendência incrementar-se-ia especialmente depois de a Coreia se ter convertido em colónia japonesa e o mergulho se ter tornado numa actividade muito mais lucrativa. Até ao período anterior à colonização japonesa, grande parte das capturas que realizavam as mergulhadoras eram entregues às autoridades de Choson como tributo. Porém, quando os japoneses se instalaram na Coreia, aboliram esta tradição, permitindo que as haenyeo pudessem vender as suas capturas no mercado livre e pudessem retirar benefícios. Além disso, os comerciantes japoneses e coreanos contratavam as mergulhadoras para que trabalhassem para si no Japão ou na península coreana como trabalhadoras assalariadas, contribuindo para melhorar significativamente a sua situação financeira. Desde 1903 as haenyeos começaram a ser contratadas para trabalhar no Japão, onde coexistiram com as ama nipónicas; até 1937 o número de haenyeos que mergulhavam em águas japonesas era de 1601 mulheres. Em Yeonpyeong-ri — uma ilha próxima de Incheon, onde trabalham muitas haenyeo— os seus salários constituíam, em média, cerca de 40-48 % dos rendimentos totais de uma família típica da zona. A posição preeminente das mergulhadoras na economia de Jeju e nas unidades familiares continuaram a exibir uma certa importância mesmo depois da colonização japonesa. No início da década de 1960, por exemplo, as colheitas das Haenyeo representavam cerca de 60% dos rendimentos da pesca de Jeju, enquanto entre os maridos existiam fortes taxas de desemprego.

### Época recente

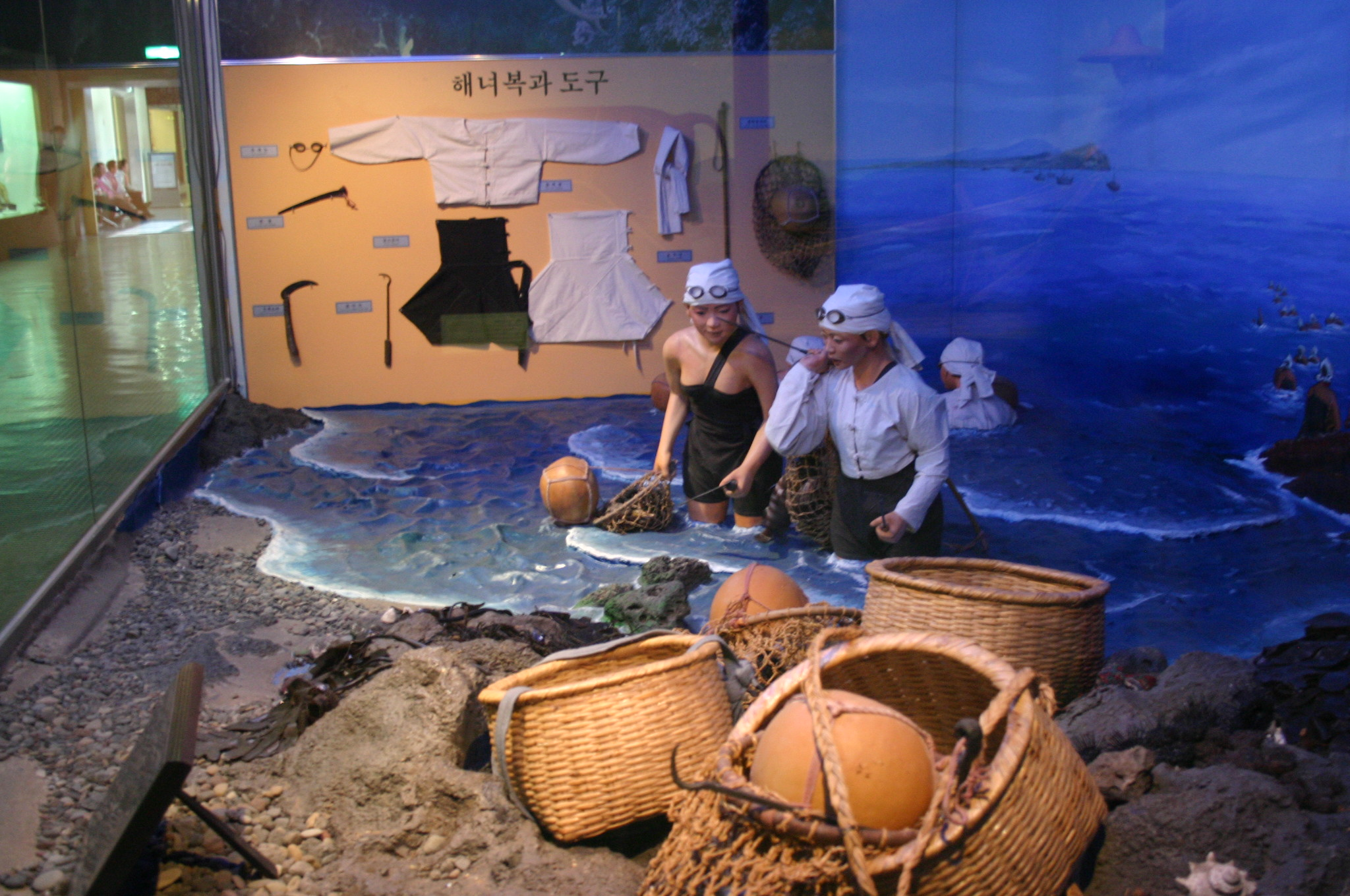
Figuras de Haenyeo tradicionais, num museu

Após esse período de maior êxito, a indústria das Haenyeo entrou em declínio. Tal como em toda a Coreia, na própria ilha de Jeju a estrutura económica mudou e em 1978 o turismo já tinha superado os setores económicos tradicionais, como a agricultura. Esta circunstância teve um impacto considerável no número de mergulhadoras Haenyeo. Devido ao aumento de alternativas ao que era um trabalho duro e penoso, muitas mulheres abandonaram a indústria da pesca subaquática. Entre 1965 e 1970 o número de mergulhadoras caiu a pique, passando de 23081 para apenas 14143. Maiores danos causaria à indústria das Haenyeo o facto de as novas gerações se desligarem praticamente deste mundo, ao lhes serem abertas melhores oportunidades económicas. A ausência de novas aspirantes traduziu-se num progressivo envelhecimento das mergulhadoras. Em 1970 cerca de 31% das mergulhadoras Haenyeo tinham 30 anos ou menos, enquanto 55% tinha idade entre 30 e 49 anos e apenas  14% tinham mais de 50 anos; no entanto, em 2014 os números tinham mudado radicalmente: então 98% das mergulhadoras tinham idade média superior a 50 anos.
Apesar deste panorama, a situação mudou. Na atualidade as Haenyeo são consideradas como um dos mais valiosos tesouros de Jeju. O governo sul-coreano subsidiou a aquisição de equipamento para as mergulhadoras e concedeu-lhes direitos exclusivos para a venda de marisco fresco. Além disso, em março de 2014 o governo sul-coreano solicitou à UNESCO que as Haenyeo fossem inscritas na lista do Património Cultural Imaterial da Humanidade.

## Características
Tradicionalmente, as jovens começavam a treinar quando tinham onze anos. O início era feito mergulhando em águas pouco profundas, progredindo até alcançar maiores profundidades. Após cerca de sete anos de treino, uma mergulhadora já era considerada uma Haenyeo de pleno direito.
Desde o princípio as mergulhadoras Haenyeo usaram roupa de algodão nos seus mergulhos, mas desde a década de 1970 começaram a utilizar de forma genérica trajes aquáticos. Desde 1900 também se adotou o uso de óculos de mergulho, facto relevante dado que até então a procura subaquática era realizada mediante a visão natural, sem instrumentos nem proteção. O uso dos modernos trajes aquáticos também veio facilitar grandemente a vida das Haenyeo ao melhorar conforto e segurança no mergulho em águas frias. A introdução dos trajes de neopreno permitiu que as mergulhadoras possam permanecer na água entre cinco a seis horas numa só imersão, mesmo durante o inverno.
As suas capturas consistem em abalones, conchas, polvos, ouriços-do-mar, ascídias e algas-castanhas, bem como distintos tipos de sargaços, ostras, lesmas-marinhas, etc.

### Adaptações genéticas
De acordo com o estudo, publicado em 2025 na revista Cell Reports, a lendária resistência das Haenyeo tem origem tanto no intenso treino ao longo da vida como em adaptações genéticas que as ajudam a sobreviver às condições brutais debaixo das ondas.

## Galeria

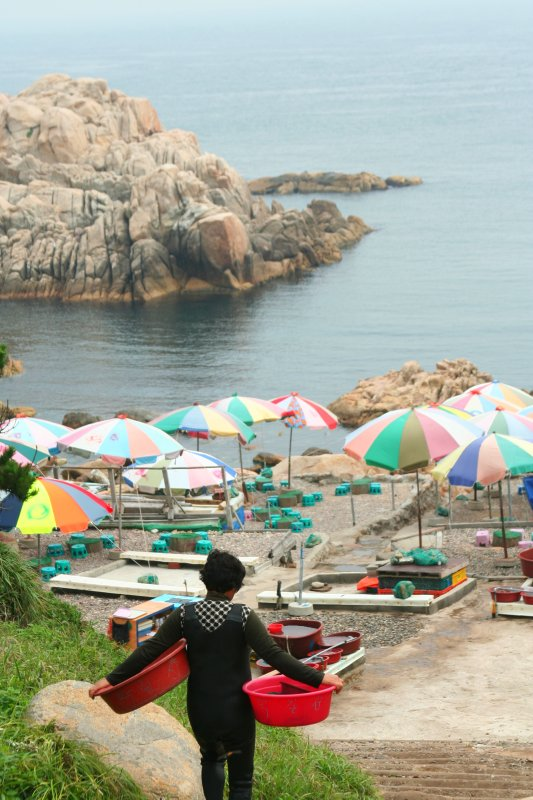
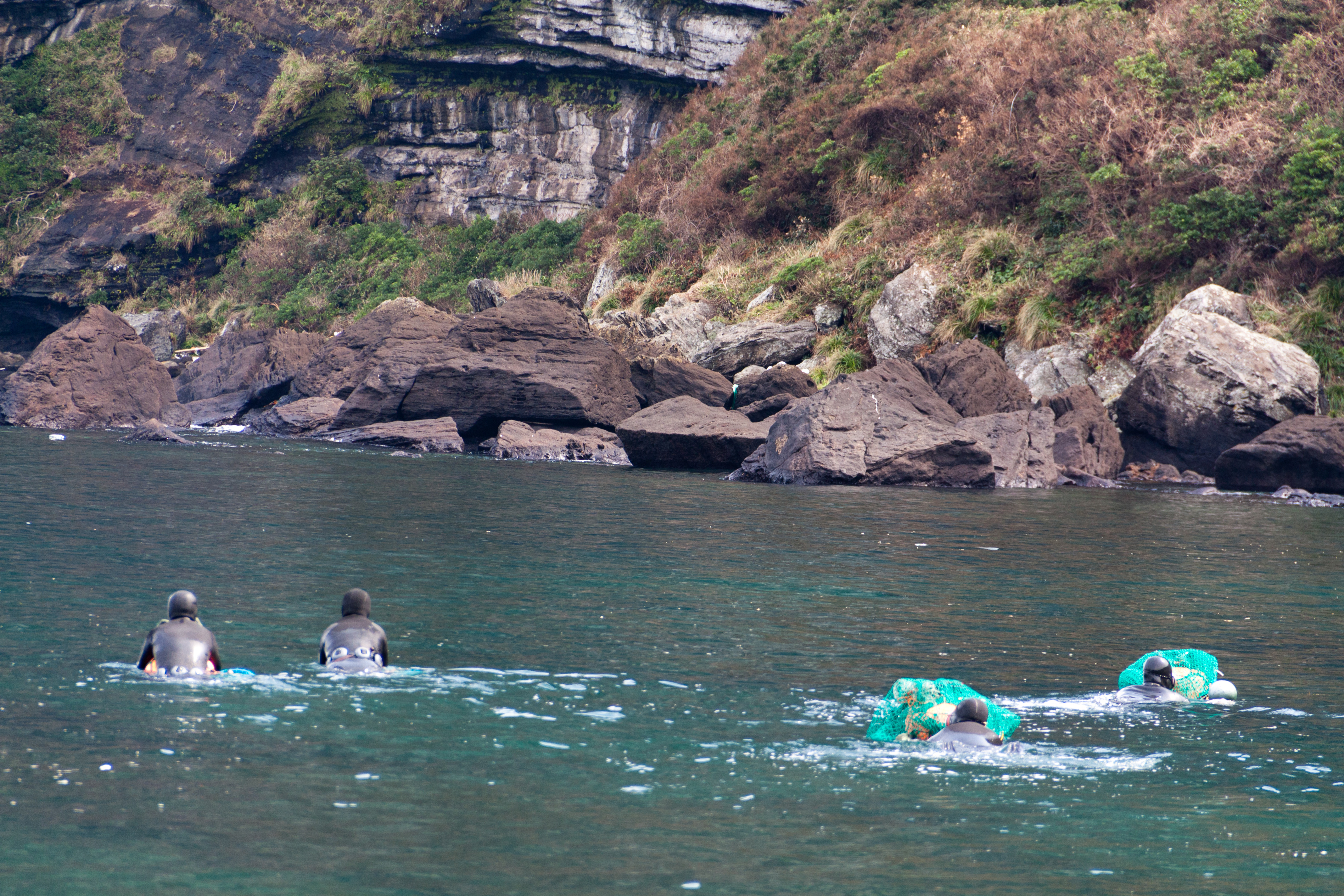
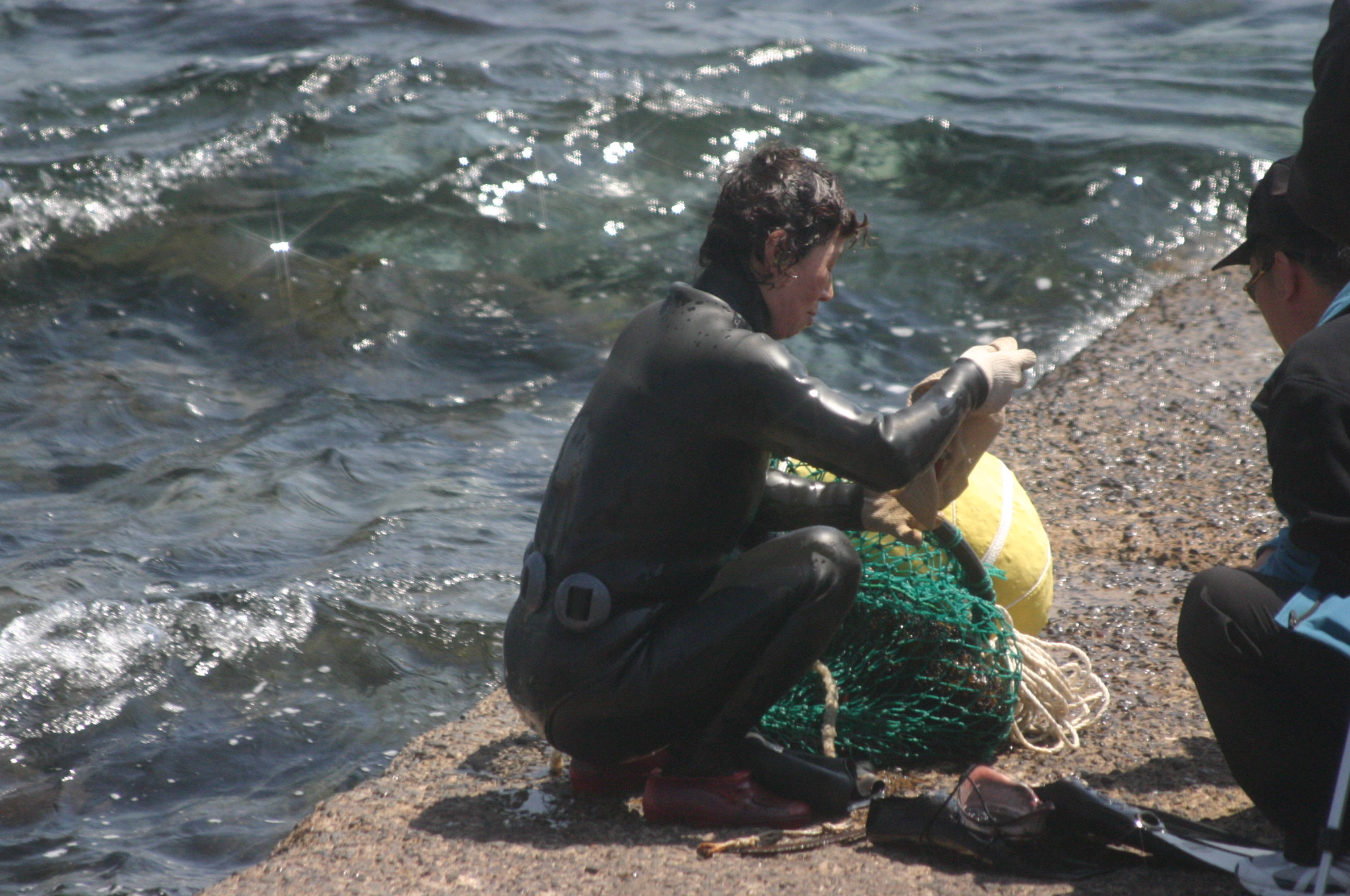
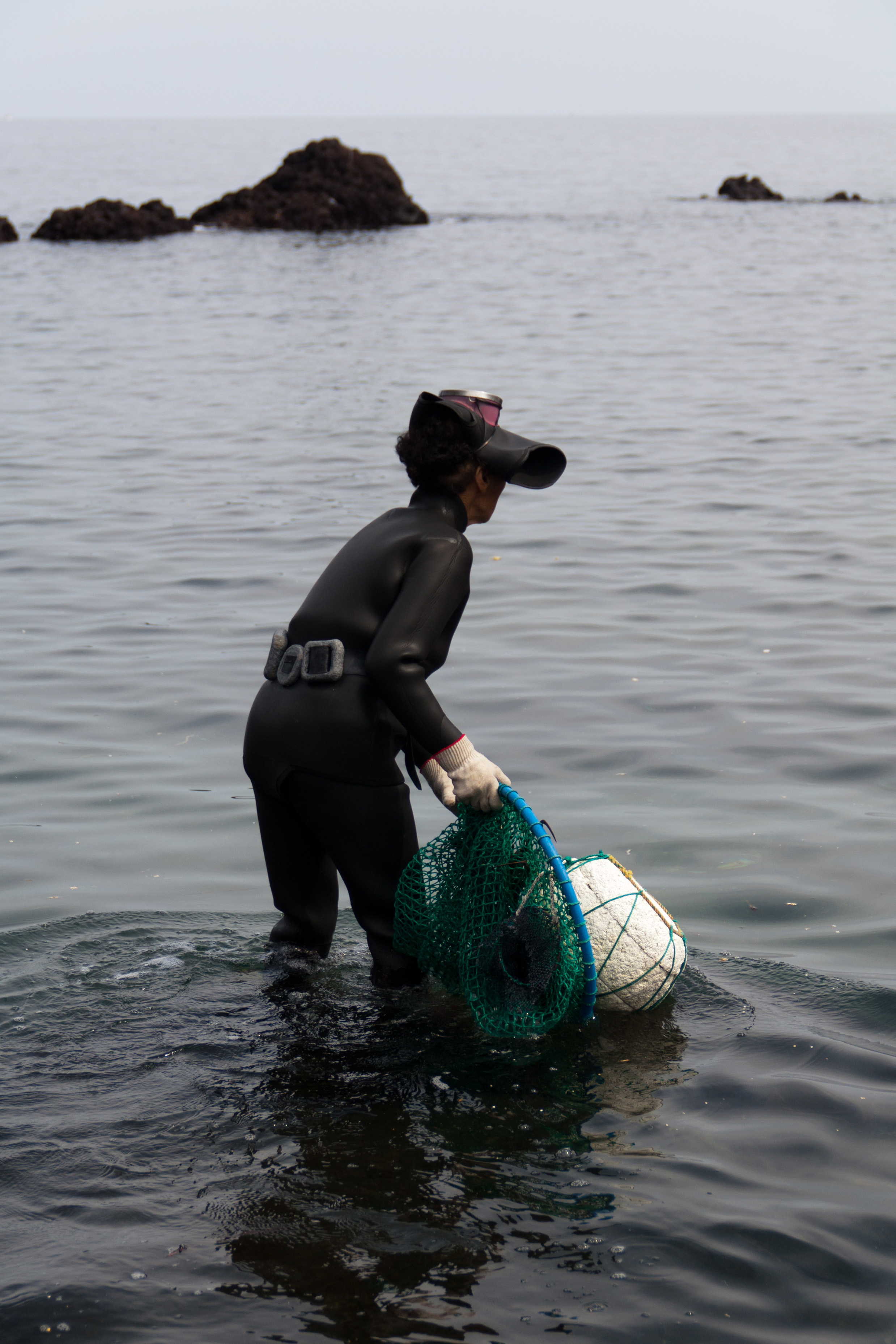
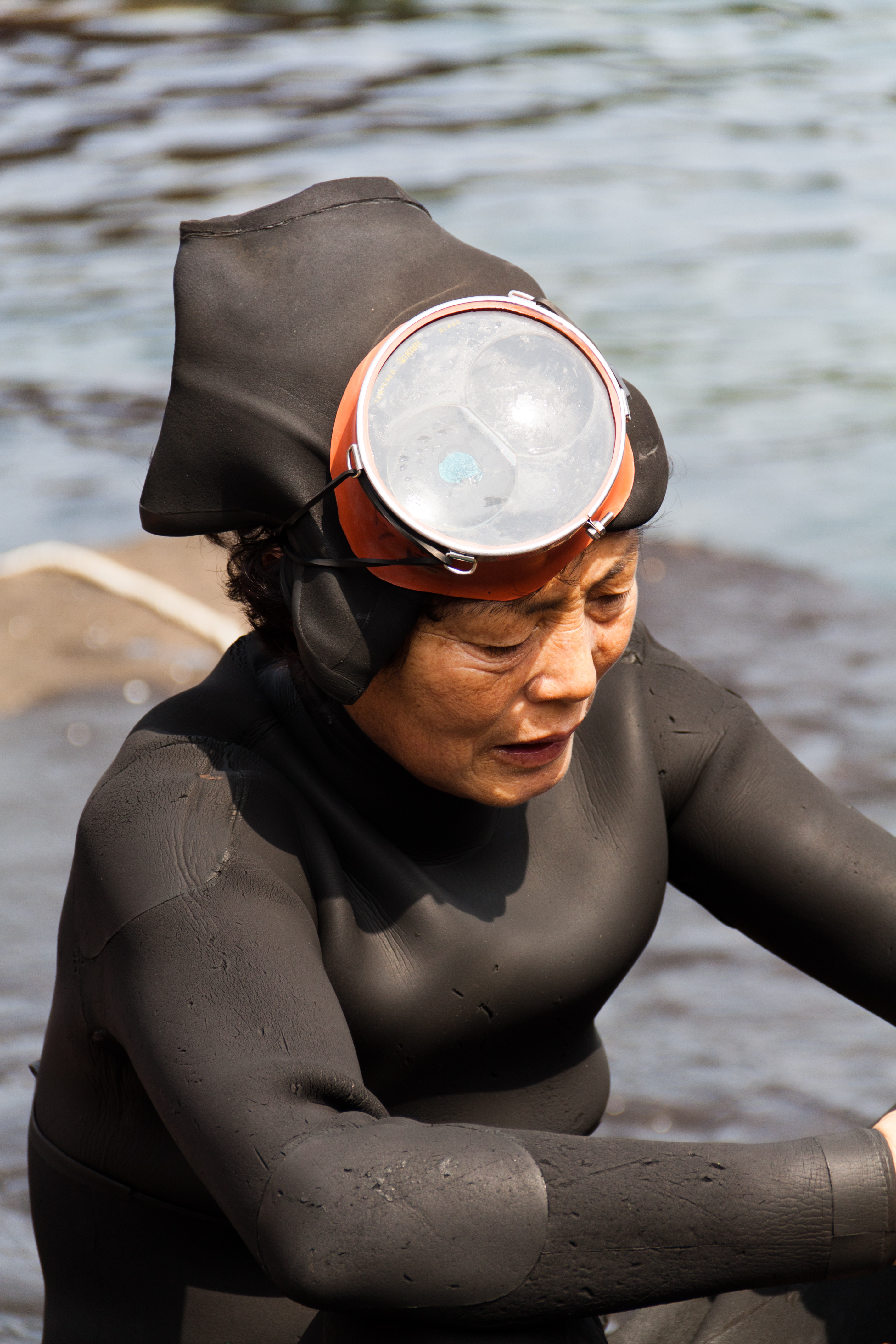